# Технологическая подготовка производства
Технологическая подготовка производства (ТПП) — совокупность мероприятий, обеспечивающих технологическую готовность производства; является продолжением работ по проектированию изделия и одним из основных видов технической подготовки производства.
Охватывает:
- проектирование технологических процессов производства,
- выбор и размещение оборудования,
- определение технологической оснастки,
- разработку методов технического контроля, нормирования материально-технических затрат и обеспечение выпуска продукции заданного уровня качества с установленными сроками и объёмами выпуска.

Технологическая подготовка производства регламентируется системой стандартов «Единая система технологической подготовки производства» (ЕСТПП), которые предусматривают единый для всех предприятий системный подход к организации данного процесса.
С точки зрения ЕСТПП технологическая подготовка производства предусматривает решение задач по направлениям: обеспечение технологичности конструкции изделия; проектирование технологических процессов и разработка технологической документации; проектирование и изготовление технологической оснастки; организация и управление процессом технологической подготовки производства.
Спроектированный технологический процесс, выбор оборудования и режимов его работы определяют основные нормы расхода рабочего времени, сырья, материалов, топлива, энергии и других элементов производства на единицу продукции.
Технологической подготовкой производства на предприятии занимаются отделы главного технолога, главного металлурга, а также технологические бюро, в подчинении которых находятся основные производственные цеха. Материальной базой для технологической подготовки производства являются инструментальный и модельный цеха, цех опытного (экспериментального) производства, технологические лаборатории.

## Стадии разработки
Разработка документации по организации технологической подготовки производства осуществляется в три стадии:
| Стадии разработки   | Содержание работ |
| ------------------- | --- |
| Техническое задание | - Издание приказа, формирование подразделений по организационно-техническому обследованию системы технологической подготовки производства - Проведение анализа существующего уровня технологической подготовки производства - Разработка предложений по совершенствованию системы технологической подготовки производства - Разработка, согласование и утверждение технического задания на совершенствование системы технологической подготовки производства |
| Технический проект  | - Разработка рабочей конечной информационной модели системы технологической подготовки производства - Разработка схемы управления технологической подготовкой производства - Унификация и стандартизация форм документов, используемых в системе технологической подготовки производства - Разработка методических материалов по классификации и кодированию технико-экономической информации - Разработка и утверждение технологических операций, подлежащих автоматизации - Рассмотрение и утверждение технического проекта |
| Рабочий проект      | Разработка рабочей документации технологической подготовки производства по функциям: - обеспечение технологичности конструкций изделий; - разработка технологических процессов; - проектирование и организация изготовления средств технологического оснащения: - организация и управление процессом технологической подготовки производства Создание банка стандартных элементов технологической оснастки Создание трудовых и материальных нормативов на проектирование средств технологического оснащения производства Создание нормативной базы для качественной и количественной оценки технологичности изделий Создание информационной базы технологической подготовки производства Разработка рабочих программ для решения технологических задач по автоматизации производства |

В целом весь процесс разработки предполагает:
- анализ существующей на предприятии системы технологической подготовки производства;
- разработку технического проекта системы технологической подготовки производства, с определением назначения и формированием требований, которым должны удовлетворять как система в целом, так и отдельные её элементы;
- создание рабочего проекта, с разработкой информационных моделей решения задач, всего комплекса технологических процессов на основе типизации и стандартизации, документации по организации рабочих мест и участков основного и вспомогательного производства на основе типовых и стандартных технологических процессов.